# Pałac w Pisarzowicach Średnich
Pałac w Pisarzowicach Średnich (niem. Schloss Mittel Schreibersdorf, Schlossgut) – zabytkowy pałac z XVIII w. we wsi Pisarzowice (powiat lubański), w Polsce, w województwie dolnośląskim, w gminie Lubań.

## Opis
Piętrowy pałac zbudowany na planie prostokąta; kryty dachem czterospadowym z sygnaturką, był siedzibą szkoły.
Obiekt jest częścią zespołu pałacowego, w skład którego wchodzi jeszcze park.